# Endodoncja

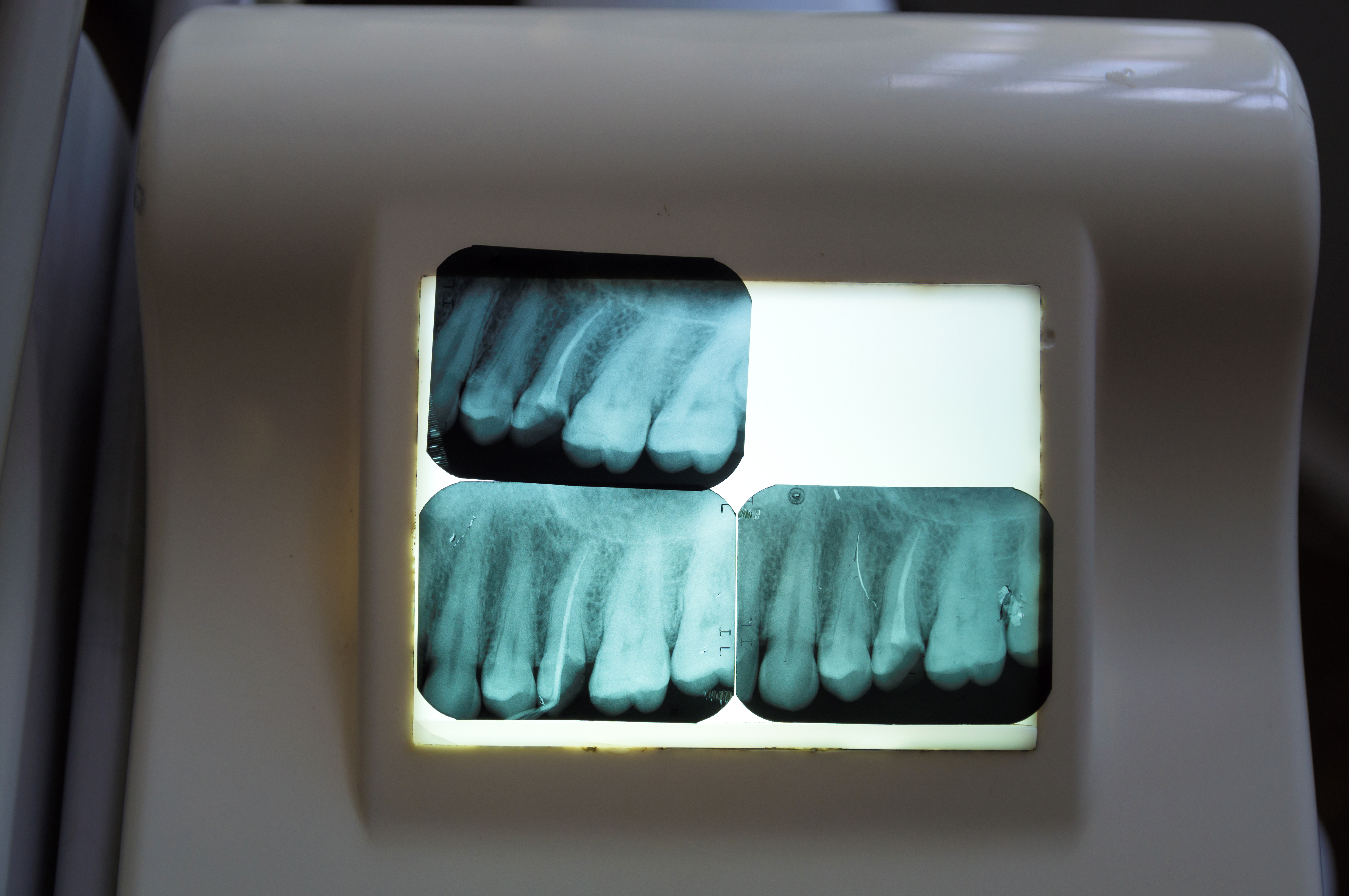
Miazga zęba i kanały korzeniowe

Endodoncja – dział stomatologii zachowawczej zajmujący się rozpoznawaniem i leczeniem chorób miazgi zęba oraz rozpoznawaniem i leczeniem chorób tkanek okołowierzchołkowych. Podstawową metodą leczenia jest tu leczenie kanałowe. Wykonuje się je za pomocą bardzo cienkich (od 0,06 do 0,40 mm) narzędzi piłująco-penetrujących. W nowoczesnej endodoncji do kontroli leczenia wykorzystuje się mikroskopy operacyjne oraz endometry. Mikroskopy endodontyczne umożliwiają  operatorowi wgląd do wnętrza komory zęba i kanałów, endometry zaś to elektroniczne urządzenia dające możliwość dokładnego pomiaru głębokości kanału zębowego. Następnie kanały wypełniane są za pomocą gutaperki oraz uszczelniaczy. Równolegle w leczeniu z mikroskopem i endometrem stosowana jest diagnostyka rentgenowska.
Leczenie endodontyczne jest zalecane przy bardzo głębokich ubytkach próchniczych, martwicy miazgi, po złamaniu lub zwichnięciu zęba, ze wskazań protetycznych przed wykonaniem korony lub mostu.
Osobom objętym ubezpieczeniem zdrowotnym Narodowy Fundusz Zdrowia refunduje leczenie endodontyczne wszystkich zębów przednich (wszystkie siekacze oraz kły). Osobom, które nie ukończyły 18. roku życia oraz pełnoletnim w ciąży lub połogu, przysługuje bezpłatne leczenie. Leczenie zębów przedtrzonowych oraz trzonowych u pozostałych osób jest pełnopłatne.